# Rafi Ejtan
Rafael „Rafi“ Ejtan (hebrejsky: רפי איתן), (23. listopadu 1926 Ejn Charod – 23. března 2019 Tel Aviv) byl agent Šin bet, který se podílel na únosu Adolfa Eichmanna, šéf tajné služby Lakam a předseda strany izraelských důchodců Gil.

## Dětství a mládí
Ejtan se narodil v Palestině v kibucu Ejn Charod v rodině ruských sionistických přistěhovalců z roku 1923. Jeho otec, Noach Hantman byl básník, matka Jehudit (rozená Volovelská) žena v domácnosti. Kromě Rafiho měli ještě dalších pět dětí; syna (zemřel jako nemluvně), Reuvena (zemřel jako dítě v roce 1929), Odeda, Rinu a Jechiama, zvaného Ami. Celá rodina žila v Ramat ha-Šaron sestávající ze 100 rodin. V roce 1940 Rafi dostudoval střední zemědělskou školu a poté odešel studovat do Londýna, kde získal titul BSc v ekonomii.
V roce 1938, jako 12letý vstoupil do Hagany, aby se o něco později stal příslušníkem Palmachu, elitní části Hagany. V tajných operacích pomáhal židovským uprchlíkům prchajícím před nacismem do Palestiny. Nejslavnější operací, které se v té době zúčastnil byla likvidace britského radaru na horu Karmel nedaleko Haify. Při operaci se musel plazit kanály, čímž získal přezdívku Smraďoch, která mu už zůstala (a odlišovala ho od jiného Rafaela Ejtana, známého izraelského politika). V té době se Ejtan také poprvé setkal s pozdějším izraelským premiérem Jicchakem Rabinem.

## V tajných službách
V průběhu války za nezávislost sloužil u armádních zpravodajců. Po založení Šin Bet odešel pracovat do této služby a stal se šéfem jejích operací. V této pozici se účastnil i únosu Adolfa Eichmanna jako šéf komanda.
V průběhu let 1964–1966 vedl dva roky trvající operaci proti německým vědcům pracujícím na vývoji raketových zbraní pro Egypt. Též byl zapojený do přípravy plánu na likvidaci iráckého jaderného programu, který vyvrcholil v červnu 1981 útokem izraelského letectva na irácký nukleární reaktor v Osiraku.

## Po odchodu z tajných služeb
V roce 1972 opustil Šin Bet a přešel do soukromého sektoru. Zabýval se například lovem tropických ryb a dalšími zemědělskými podniky.
V roce 1978 dostal od ministra vlády Menachema Begina nabídku, aby se stal jeho poradcem pro otázky terorismu, neboť na tomto poli patřil Ejtan k nejrespektovanějším expertům.
V roce 1981 byl jmenován šéfem průmyslové a vědecké rozvědky Lakam, ve které působil až do roku 1985, kdy byla tato výzvědná služba rozpuštěna jako důsledek neautorizované špionáže proti spojenci, USA (tzv. aféra Pollard)

## Protiteroristický poradce
Podle knihy Gideonovi vyzvědači od Gordona Thomase během vlády Margaret Thatcherové navázala v roce 1980 s Ejtanem vztahy britská MI6 a ten začal působit jako poradce v boji proti severoirským teroristům. Tento vztah vyvrcholil v roce 1985, kdy agenti Mosadu vystopovali bombové komando IRA v Gibraltaru. Za nejasných okolností potom byli tři členové IRA zabiti příslušníky SAS. Následně se informace o účasti Ejtana a Mosadu na této operaci objevila v tisku a IRA vydala příkaz svým příslušníkům, aby Ejtana našli a zabili. Kvůli této hrozbě (a rozpakům, do kterých se izraelská vláda kvůli Ejtanově neautorizované účasti na operaci v Gibraltaru dostala) opustil Ejtan Velkou Británii a ukončil svou spolupráci s jejími tajnými službami. Tento incident poté ještě několik let zatěžoval izraelsko-britské vztahy.

## Soukromý sektor
Po rozpuštění Lakamu v roce 1985 mu bylo nabídnuto místo ředitele státní chemické korporace, kterou řídil až do roku 1993. Firma pod jeho vedením prodělala silnou expanzi a stala se jednou z největších v zemi. V roce 1992 dostal, prostřednictvím úspěšného brazilského obchodníka I. Semmela nabídku na zemědělský kontrakt na Kubě zahrnující kultivaci největšího kubánského citrusového háje. Poté, co tento kontrakt vyhrál, založil se čtyřmi dalšími podnikateli společnost GMB Grupo BM, ve které zastupuje izraelskou společnost Reesimex. GMB později získala i kontrakt na stavbu Památníku holokaustu v centru staré Havany. Za svou práci v oblasti zemědělství byla GMB nedávno kubánskou vládou vyznamenána. Kromě Kuby GBM obchoduje i v jiných zemích Latinské Ameriky. Mezi jinými například řídí zemědělské projekty v Dominikánské republice.

## Předseda Gilu
Začátkem roku 2006 založil stranu GIL (VĚK), která se při březnových volbách téhož roku dostala do Knesetu a získala 7 parlamentních křesel. Strana je zajímavá zejména tím, že si jako primární cíl určila obranu izraelských důchodců.

## Osobní život
Ve volném čase se věnoval sochařství. Na svém kontě měl přes 100 soch. Uspořádal i samostatnou výstavu v prostorách high-tech společnosti Brown. Zemřel 23. března 2019 ve věku 92 let v nemocnici Ichilov v Tel Avivu. Následující den byl pohřben v Netanje.